# Лабуд Драгић
Лабуд Драгић (Љевишта, 24. октобар 1954) српски је приповедач и романсијер.

## Биографија
Драгић је рођен у малом селу у Горњој Морачи. Завршио гимназију у Сарајеву 1973. године. Потом је студирао књижевност и теорију књижевности на Филолошком факултету Универзитета у Београду. Члан је Удружења књижевника Србије. Живи у Новом Београду.
Током протекле деценије Драгић је био гост Националне академије Србије у Канади и других културних иницијатива српских емиграната у Торонту.
Његов роман “Кукавичја пилад” освојио је четири награде у 2017. години: Награда Исидора Секулић, Награда Момо Капор, Награда Светозар Ћоровић и Печат времена. У средишту приче је судбина покрета комитатуса у Црној Гори, током Првог свјетског рата и неколико година касније.

## Дела
Приповетке
- Који немају печата (1985)
- Срам у катедрали (1990)
- Уочи трећих петлова (1997)
- Дивљи анђео (1999)
- У затонима Лете (2003)
- Пандорини ветрови (2004)

Романе
- Долином сенки (1994)
- Крв и вода (2007)
- Беле ноћи сивог сокола (2013)
- Кукавичја пилад (2016)